# Trang trại kết xuất
Một trang trại kết xuất là một hệ thống máy tính hiệu suất cao, ví dụ như một điện toán cụm, được xây dựng để tạo ra hình ảnh mô phỏng bằng máy tính (computer-generated imagery - CGI), thường áp dụng cho phim truyền hình và hiệu ứng hình ảnh.